# Mathilde Nelles
Mathilde Nelles (7 ottobre 1997) è una sciatrice alpina belga.

## Biografia
Attiva in gare FIS dall'agosto del 2014, la Nelles ha esordito ai Campionati mondiali a Vail/Beaver Creek 2015, dove è stata 60ª nello slalom gigante e 47ª nello slalom speciale, e in Coppa Europa il 5 gennaio 2016 a Zinal in slalom gigante, senza completare la prova. Ai Mondiali di Sankt Moritz 2017 si è classificata 80ª nello slalom gigante, 56ª nello slalom speciale e 9ª nella gara a squadre; ha debuttato in Coppa del Mondo il 28 novembre 2021 a Killington in slalom speciale, senza completare la prova. Non ha preso parte a rassegne olimpiche.

## Palmarès

### Mondiali juniores
- 1 medaglia:
  - 1 bronzo (gara a squadre a Åre 2017)

### South American Cup
- Miglior piazzamento in classifica generale: 7ª nel 2017
- 4 podi:
  - 4 terzi posti

### Campionati belgi
- 7 medaglie:
  - 4 ori (slalom gigante nel 2014; supergigante, slalom gigante nel 2015; slalom gigante nel 2016)
  - 2 argenti (slalom speciale nel 2014; slalom gigante nel 2017)
  - 1 bronzo (slalom speciale nel 2015)